# Municipio de Dzilam González
Dzilam González es uno de los 106 municipios de Yucatán, México, ubicado en la región centro norte de la península de Yucatán, con cabecera homónima. Colinda con los municipios de: al norte, Dzilam de Bravo, al oriente de Buctzotz, al poniente con Dzidzantún y al sur con Temax.

## Historia
En la época prehispánica perteneció esta región al cacicazgo que habitaron los cheles, Ah Kin Chel. Después de realizada la conquista de Yucatán permaneció bajo el régimen de las encomiendas de donde se estima que toma el nombre «González», en referencia al primer encomendero del lugar: don Luis González de Alba, extremeño, sin que esta creencia esté fundamentada las que prevalecen durante toda la época colonial. En 1534 Francisco de Montejo, «El Adelantado», fundó en la cabecera de este municipio la segunda ciudad real de la península de Yucatán. El desarrollo del municipio propiamente dicho y de la región en su conjunto comienza en 1821 cuando Yucatán se declara independiente de la corona española.

### Fechas históricas
- 1534: Después de la conquista de Yucatán permaneció bajo el régimen de las encomiendas, las que prevalecieron durante la época colonial. El 11 de octubre de 1534 Francisco de Montejo, “El Adelantado”, fundó en esta población la segunda Ciudad Real de la Península de Yucatán, siendo más antigua que la Ciudad de Mérida.
- 1825: Dzilam pertenece al Partido de la Costa, teniendo como cabecera a Izamal. Para diferenciarlo del puerto denominado Dzilam de Bravo en esta fecha se denomina a la población, hoy cabecera de este municipio, Dzilam González.
- 1876: Aquí fueron fusilados Evaristo Lizama, Eustaquio Córdoba y Nabor Torres, acusados de conspirar a favor del movimiento de Teodosio Canto, en favor del plan de Tuxtepec promovido por Porfirio Díaz.
- 1900: A partir de este año el puerto de Dzilam de Bravo se integra a este municipio.
- 1921: El 25 de diciembre el puerto de Dzilam de Bravo se erige en municipio libre, separándose del municipio de Dzilam González.

## Economía
En adición a la agroindustria henequenera que ha sido importante para el municipio desde principios del siglo XX, destacan por su importancia los cultivos de maíz, frijol y sandía. También tienen importancia la cría de bovinos, porcinos y aves así como la apicultura. Tiene el municipio una industria mueblera a partir de la madera de granadillo.
Actualmente Dzilam González alberga al principal exportador de pescado fresco más importante de México, de especies provenientes del Golfo de México y Mar Caribe hacia los Estados Unidos de América y Canadá, Caribbean Garden.